# Демитра, Павол
Па́вол Деми́тра (словац. Pavol Demitra; 29 ноября 1974, Дубница-над-Вагом, Западно-Словацкий край — 7 сентября 2011, Туношна, Ярославская область) — словацкий хоккеист.

## Профессиональная карьера

### Клубная

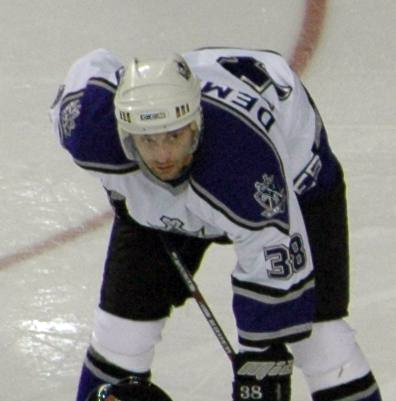
В составе «Лос-Анджелес Кингз»

Свой первый сезон в качестве профессионального хоккеиста Павол Демитра провёл в 1992-93 гг., выступая за клуб чехословацкой лиги «Дукла» из Тренчина. Своей игрой молодой хоккеист обратил на себя внимание селекционеров НХЛ: на драфте 1993 года он был выбран в девятом раунде под общим 227 номером командой «Оттава Сенаторз». Правда, большую часть следующих трёх сезонов Демитра отыграл за фарм-клуб «сенаторов» — команду АХЛ «Принц Эдуард Айленд Сенаторз». В 1995/96 Демитра набрал 81 очко в 48 играх в АХЛ (28+53) и 17 в 31 игре за «Оттаву».
В 1996 году Демитра расторг контракт с «сенаторами» и вскоре оказался в клубе Западной конференции «Сент-Луис Блюз». Годы, проведённые в составе «блюзменов» (1996—2004), стали лучшими в карьере словака. В сезоне 1998/99 Демитра, набрав 89 очков в регулярном чемпионате, впервые принял участие в матче всех звёзд; в 2000 г. он получил Леди Бинг Трофи — приз, присуждаемый игроку, продемонстрировавшему образец честной хоккейной борьбы и джентльменского поведения на площадке в сочетании с высоким спортивным мастерством. На сегодняшний день Павол Демитра занимает пятое место среди бомбардиров «Сент-Луиса» за всю историю клуба — 493 очка в 494 играх.
Во время локаута в НХЛ Демитра вернулся в Словакию и сыграл один сезон за «Дуклу». После возобновления игр в НХЛ Демитра подписал соглашение с «Лос-Анджелес Кингз». В следующем межсезонье он был отдан в «Миннесота Уайлд» в обмен на Патрика О’Салливана и право выбора на драфте. В «Миннесоте» партнёром Демитры по звену был его соотечественник — Мариан Габорик, с которым за два сезона они набрали более 250 очков в регулярном первенстве. В октябре 2007 г. Демитра на месяц стал капитаном «дикарей».
До июля 2010 года Павол Демитра защищал цвета клуба «Ванкувер Кэнакс», куда он перешёл после двух лет в стане «дикарей». Здесь его карьера складывалась не так удачно — из-за травмы Демитра пропустил большую часть сезона 2009/10, восстановившись лишь к «домашним» для себя Олимпийским играм в Ванкувере.
15 июля 2010 года Демитра подписал однолетний контракт с ярославским «Локомотивом», отказавшись от варианта с «Нью-Йорк Рейнджерс», где ему предлагали вновь играть в связке с Габориком. Сразу сумел стать рекордсменом «Локомотива» по набранным очкам за один сезон, за 72 игры заработав 81 (24+57) очко. На следующий год контракт был продлён.

### Карьера в сборной
Павол Демитра провёл несколько игр, защищая цвета сборной Чехословакии — на чемпионатах мира и Европы среди молодёжных команд. После распада чехословацкого государства он принял гражданство Словакии и в течение 14 лет выступал за сборную этой страны. В её составе Демитра завоевал бронзу чемпионата мира в 2003 г.; на Олимпийских играх 2010 года, где словаки заняли четвёртое место, Демитра стал лучшим бомбардиром (10 очков) и лучшим ассистентом (7 результативных передач) всего турнира, так же был автором победного гола в ворота сборной России во время буллитов. После Чемпионата мира 2011 года завершил карьеру в сборной.
Международные соревнования, в которых принимал участие Павол Демитра:
- Олимпийские игры: 2002, 2006, 2010
- Чемпионат мира: 1996, 2003, 2004, 2005, 2007, 2010
- Кубок мира: 1996, 2004

## Гибель

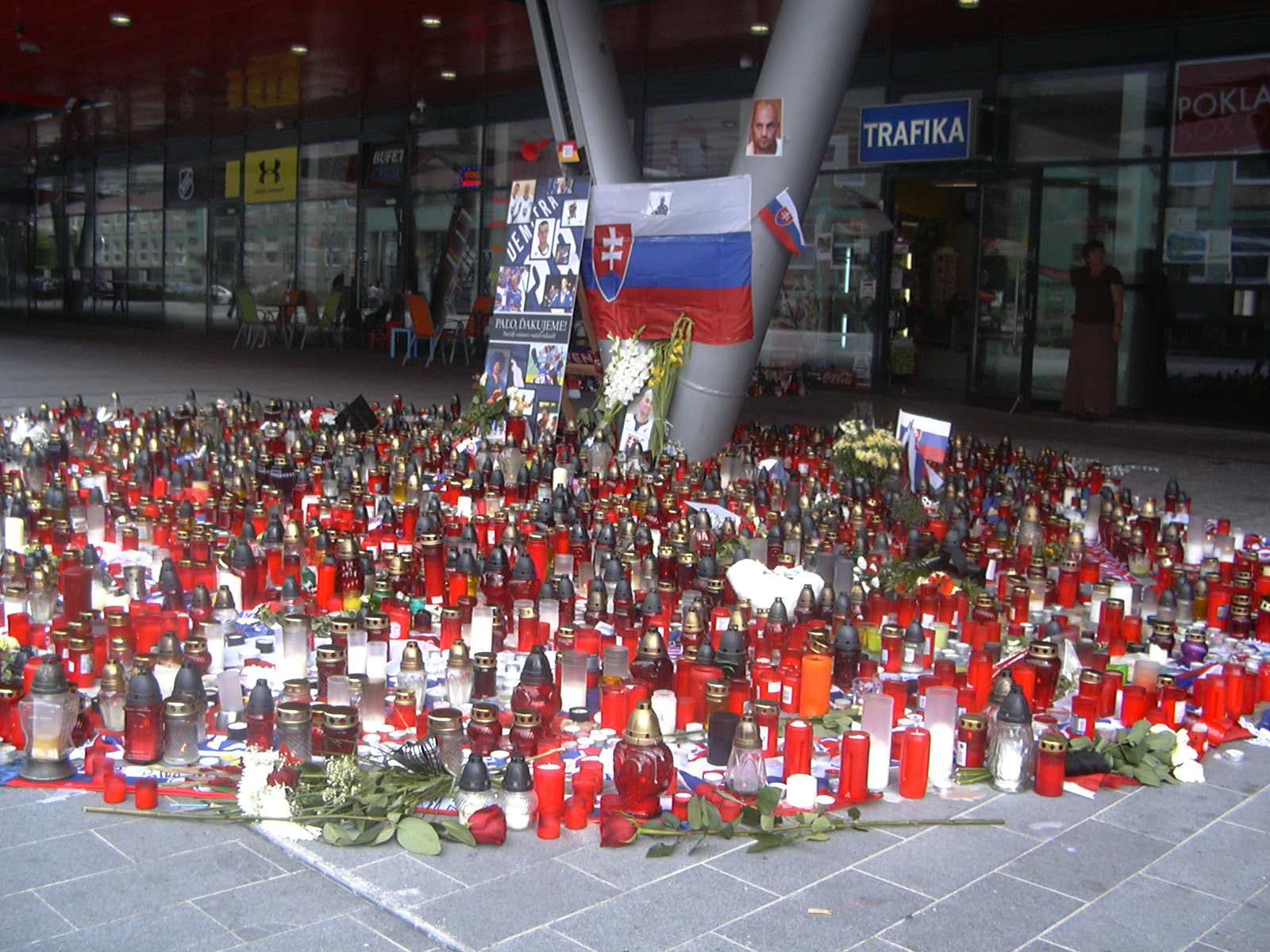
Братислава, Словакия

Погиб вместе с командой «Локомотив» 7 сентября 2011 года при взлёте самолёта из Ярославского аэропорта.

## Память
- 8 сентября в Словакии проводились памятные мероприятия, где поминали хоккеиста[5].
- Номер 38, под которым играл Демитра за сборную, навечно изъят из обращения.
- Сборная Словакии, завоевавшая серебряные медали чемпионата мира 2012 года, посвятила эти медали Демитре. На церемонию награждения несколько игроков, включая капитана, вышли в свитерах с номерами 38 и фамилией Павола Демитры, причём игроки надели свитера номерами вперёд в знак уважения к игроку.

## Достижения
- Орден Людовита Штура 1 класса (2021)
- Медаль Президента Словацкой Республики (14 мая 2003 года)[6]
- Золото юниорского Чемпионата Европы в составе сборной Чехословакии: 1992
- Бронзовый призёр молодёжного Чемпионата мира в составе сборной Чехословакии: 1993
- Бронзовый призёр Чемпионата мира: 2003
- Бронзовый призёр КХЛ: 2011
- Лучший бомбардир Олимпиады в Ванкувере: 2010
- Участник Матча всех звёзд НХЛ: 1999, 2000, 2002
- Обладатель Леди Бинг Трофи: 2000

## Факты
- Рекорд результативности Павола Демитры за все время выступлений в НХЛ — 93 очка в регулярном чемпионате (36+57; сезон 2002/03, «Сент-Луис Блюз») и 11 очков в плей-офф (4+7; сезон 2001/02, «Сент-Луис Блюз»). Лучшее командное достижение — выход в финал Западной конференции (сезон 2000/01, «Сент-Луис Блюз»).
- Демитра — признанный мастер исполнения штрафных бросков с собственным стилем (именно поэтому Павола называли «Пан профессор»)[7], что он продемонстрировал, в частности, во время серии буллитов после матча Словакия — Россия на Олимпиаде-2010[8].

## Статистика
| Легенда | Легенда                    | Легенда | Легенда                   | Легенда | Легенда    |
| ------- | -------------------------- | ------- | ------------------------- | ------- | ---------- |
| И       | Количество проведённых игр | Штр     | Штрафное время            | +/−     | Плюс-минус |
| Г       | Голы                       | П       | Голевые передачи          | О       | Очки       |
| -       | Статистика неизвестна      | —       | Статистика не учитывалась |         |            |

### Международные соревнования
| Год                   | Сборная               | Турнир                | Место                 |    | И  | Г  | П  | О  | Штр |
| --------------------- | --------------------- | --------------------- | --------------------- | -- | -- | -- | -- | -- | --- |
| 1992                  | Чехослования (юниор.) | ЮЧЕ (до 18)           |                       | 6  | 4  | 8  | 12 | 2  |     |
| 1993                  | Чехословакия (мол.)   | МЧМ (до 20)           |                       | 7  | 4  | 4  | 8  | 8  |     |
| Всего (юниор. и мол.) | Всего (юниор. и мол.) | Всего (юниор. и мол.) | Всего (юниор. и мол.) | 13 | 8  | 12 | 20 | 10 |     |
| 1996                  | Словакия              | КМ                    | 7                     | 3  | 0  | 0  | 0  | 2  |     |
| 1996                  | Словакия              | ЧМ                    | 10                    | 5  | 1  | 2  | 3  | 2  |     |
| 2002                  | Словакия              | ОИ                    | 13                    | 2  | 1  | 2  | 3  | 2  |     |
| 2003                  | Словакия              | ЧМ                    |                       | 5  | 2  | 2  | 4  | 4  |     |
| 2004                  | Словакия              | ЧМ                    | 4                     | 9  | 4  | 4  | 8  | 4  |     |
| 2004                  | Словакия              | КМ                    | 7                     | 4  | 0  | 2  | 2  | 2  |     |
| 2005                  | Словакия              | ЧМ                    | 5                     | 7  | 2  | 5  | 7  | 2  |     |
| 2006                  | Словакия              | ОИ                    | 5                     | 6  | 2  | 5  | 7  | 2  |     |
| 2007                  | Словакия              | ЧМ                    | 6                     | 6  | 2  | 2  | 4  | 12 |     |
| 2010                  | Словакия              | ОИ                    | 4                     | 7  | 3  | 7  | 10 | 2  |     |
| 2011                  | Словакия              | ЧМ                    | 10                    | 6  | 1  | 2  | 3  | 0  |     |
| Всего (осн. сборная)  | Всего (осн. сборная)  | Всего (осн. сборная)  | Всего (осн. сборная)  | 60 | 18 | 33 | 51 | 34 |     |